# Peter Green
Peter Allen Greenbaum (Londres, 29 de octubre de 1946-Londres, 25 de julio de 2020), más conocido como Peter Green, fue un músico, compositor, multiinstrumentista y productor discográfico británico de blues rock y rock, conocido mayormente por haber sido el guitarrista y sucesor de Eric Clapton en John Mayall & the Bluesbreakers, y por ser el fundador de Fleetwood Mac.
Inició su carrera profesional en 1966 en la banda de Peter Bardens y al año siguiente ingresó a la agrupación de John Mayall, donde participó en las grabaciones de A Hard Road. A mediados de 1967 decidió fundar su propio grupo al que llamó Fleetwood Mac, en donde fungió como guitarrista, compositor y vocalista principal. Estuvo en la banda durante solo tres años, ya que en 1970 decidió retirarse, aunque otros medios informaron que los otros integrantes lo despidieron debido a su mala salud mental. Tras su salida de Fleetwood Mac, inició su carrera solista con el disco The End of the Game y colaboró hasta 1973 en varios álbumes de otros artistas. Sin embargo, en la segunda mitad de los setenta fue diagnosticado con esquizofrenia, circunstancia que lo obligó a retirarse de la música para pasar gran parte de su tiempo en hospitales psiquiátricos. 
En 1979 retomó su carrera solista y durante los primeros años de la década de 1980 publicó cinco álbumes de estudio. Sin embargo, en 1984 se alejó nuevamente de la música para vivir como ermitaño. En 1991, después de que su familia interviniera en su rara forma de vida, formó Peter Green Splinter Group que en sus casi diez años de existencia lanzaron siete álbumes de estudio y uno en directo, hasta que en 2004 le dio término abruptamente. Desde entonces dio algunas presentaciones esporádicas, siendo en 2010 la última aparición pública como músico.
Peter Green es considerado como una de las figuras más importantes del blues británico, cuyo marcado vibrato y su economía de estilo lo posiciona como uno de los guitarristas más creativos y originales que ha dado Inglaterra. En 2004 fue incluido en el puesto 58 de la lista de los guitarristas más grandes de todos los tiempos de la revista Rolling Stone. Mientras que en junio de 1996 fue votado como el tercer mejor guitarrista de todos los tiempos por la revista Mojo.

## Carrera

### Primeros años
Nació en el barrio de Bethnal Green de Tower Hamlets en Londres, siendo el menor de cuatro hijos del matrimonio judío integrado por Joe y Ann Greenbaum. A los 10 años de edad su hermano Michael trajo una guitarra española y desde entonces comenzó a tocarla bajo la influencia de Hank Marvin de The Shadows, Muddy Waters, B.B. King y de antiguas canciones judías. A los 15 años acortó su nombre al actual y comenzó a tocar el bajo en algunas bandas locales como Bobby Dennis and the Dominoes y The Tridents, donde versionaban distintas canciones de la música popular. A mediados de 1966 fue convocado por Peter Bardens para ser el guitarrista líder de su banda Peter B's Looners, que más tarde pasó a llamarse Shotgun Express, donde compartió además con Mick Fleetwood y Rod Stewart. Junto con la banda publicó el sencillo «If You Wanna Be Happy», una versión instrumental del cantante Jimmy Soul, que se convirtió en su debut discográfico.

### Su paso por John Mayall & the Bluesbreakers

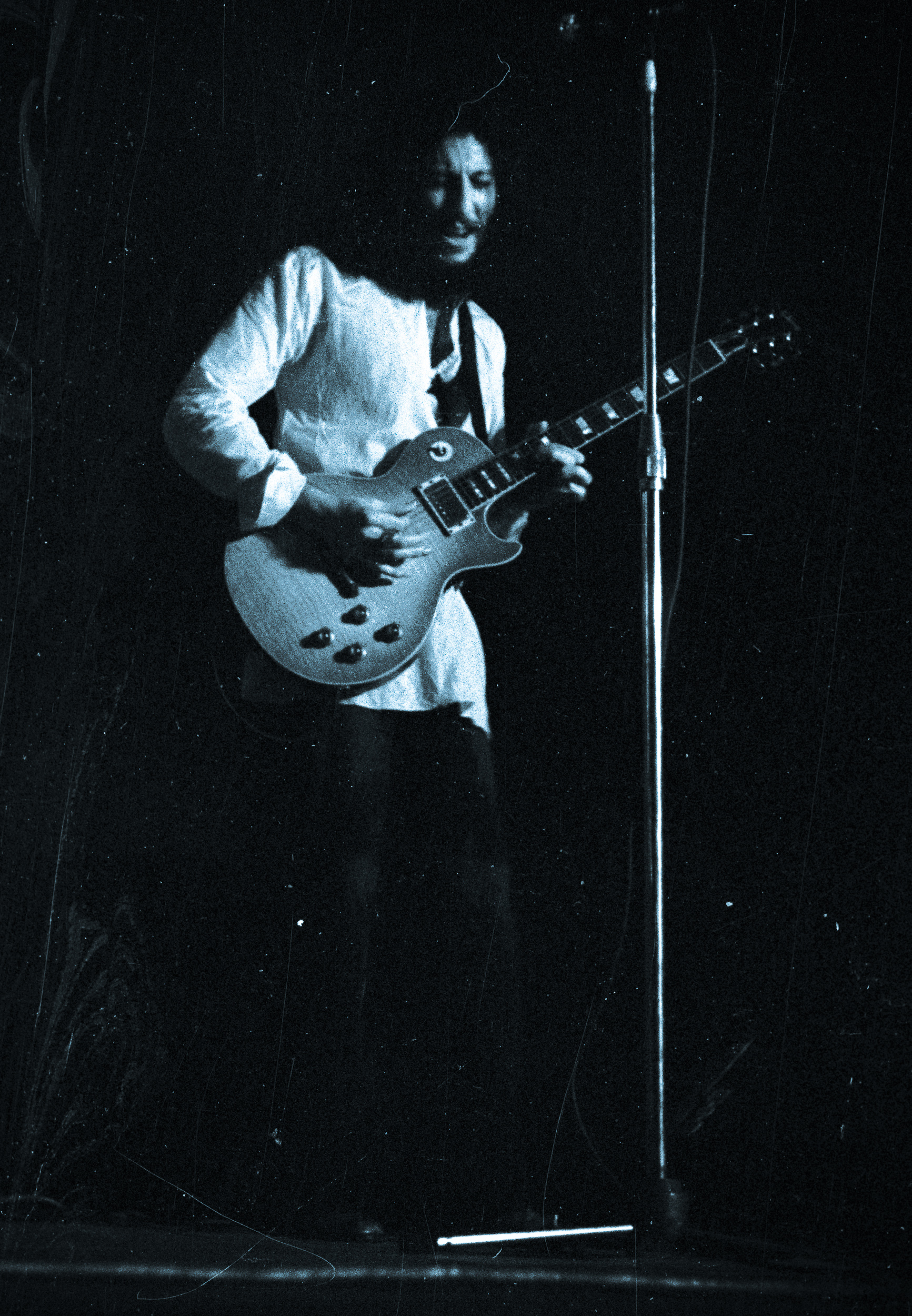
Peter Green en vivo con Fleetwood Mac en 1970.

Mientras aún era parte de la banda de Bardens, tuvo la oportunidad de sustituir a Eric Clapton en John Mayall & the Bluesbreakers en tres conciertos, hasta que Clapton retornó al grupo. Seis meses después Clapton se retiró definitivamente de la banda y Green fue contratado como miembro oficial por el mismo John Mayall, que en una entrevista mencionó: «Sabía que Peter iba a tener que afrontar las comparaciones con Clapton. Los fans eran abiertamente hostiles hacia el nuevo guitarrista, gritando que querían que Eric volviera». Sin embargo, su talento se impuso ante las críticas de los fanáticos y al poco tiempo logró una gran repercusión en la escena musical británica.
Su primera grabación con los Bluesbreakers fue A Hard Road publicado en febrero de 1967, donde compuso los temas «The Same Way» y la instrumental «The Supernatural», que lograron una buena aceptación de los fanáticos de la banda. Debido a su habilidad en la guitarra sus compañeros lo apodaron «The Green God». Al poco tiempo renunció para crear su propia agrupación de blues, siendo su reemplazo el guitarrista Mick Taylor. Antes de su salida grabó algunas pistas para el disco Crusade publicado en septiembre de 1967, pero esas canciones solo salieron a la luz cuando el álbum se remasterizó en 2007.

### Fleetwood Mac
En 1967 decidió fundar su propia banda y para ello convocó a sus amigos y compañeros en Bluesbreakers, Mick Fleetwood y John McVie, y al guitarrista Jeremy Spencer, que por ese entonces tocaba en The Levi Set. Debido a cuestiones contractuales con John Mayall, McVie no pudo aceptar la proposición, por ende y por el tiempo que duraba su contrato Green llamó a Bob Brunning para tocar el bajo. Green escogió el nombre del grupo basándose en los apellidos de Fleetwood y McVie. Fleetwood Mac tocó su primer concierto el 13 de agosto de 1967 en el British Jazz and Blues Festival. Meses más tarde y tras la llegada de McVie, firmaron con la discográfica independiente Blue Horizon Records y en 1968 debutaron con Fleetwood Mac, que logró el puesto 4 en la lista británica UK Albums Chart.
Durante su paso por Fleetwood Mac se convirtió en su principal compositor; cuyo estilo de interpretación, voz y letras marcaron los primeros años de la banda, que les permitió ser considerados como uno de los grupos más importantes del blues británico. Entre 1967 y 1970 participó en dos álbumes de estudio y de un recopilatorio, donde sus composiciones «Black Magic Woman», «Man of the World», «Oh Well» y «The Green Manalishi» lograron situarse en los top 10 del conteo inglés de sencillos, incluso la instrumental «Albatross» obtuvo el primer número 1 de la banda en el Reino Unido.
Tras la publicación de «Man of the World» en 1969, sus compañeros notaron un cambio en la forma de componer sus canciones, ya que incluyó letras generalmente melancólicas y oscuras. Por aquel entonces comenzó a consumir grandes dosis de LSD, se dejó crecer la barba y comenzó a vestirse con túnicas y crucifijos, lo que llamó la atención de los críticos, los fans y de sus propios compañeros. Adicionalmente a ello cambió su forma de ver el dinero, ya que quería donar todos los ahorros del grupo a la caridad y vivir con lo justo y necesario. Años más tarde sobre esta etapa de su vida comentó: «Pensé que tenía demasiado dinero para ser feliz y normal. Miles de libras es simplemente demasiado para una persona que trabaja solo para mantenerse y de repente sentí que no lo merecía». En 2009, Clifford Davis, mánager de la banda por aquel entonces, comentó que los problemas mentales tanto de Green como de Danny Kirwan se agravaron en marzo de 1970, tras consumir una fuerte cantidad de LSD en Múnich y que se le atribuyó como la causante principal de su esquizofrenia. Después del lanzamiento del sencillo «The Green Manalishi» decidió abandonar Fleetwood Mac, aunque otros medios mencionaron que los otros integrantes lo despidieron por su obsesión de donar el dinero de la banda, cuyo último concierto se celebró el 20 de mayo de 1970.

### Años posteriores

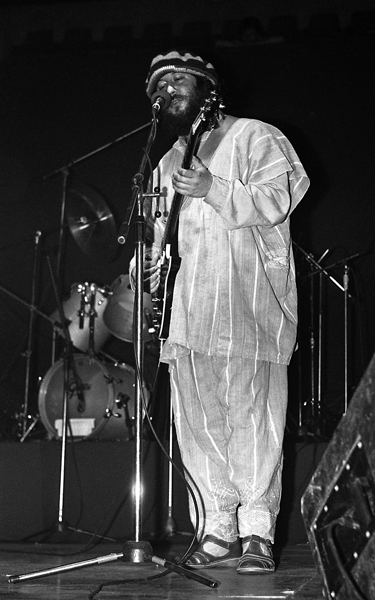
Peter Green en vivo en Yugoslavia en 1983.

A las pocas semanas de su salida de Fleetwood Mac participó como artista invitado de John Mayall en el Bath Festival of Blues and Progressive Music, celebrado entre el 27 y 29 de junio en Somerset, Inglaterra. Además, colaboró como guitarrista líder en algunas canciones del disco The Answer, el debut discográfico como solista de Peter Bardens. Por ese entonces además compuso los temas de su primer trabajo como solista denominado The End of the Game, que incluyó sonidos más cercanos al jazz fusión que a su clásico blues. Por su parte, en 1971 tuvo una breve reunión con Fleetwood Mac, después de que le solicitaran si podía ayudarles a culminar las últimas fechas de su gira por los Estados Unidos, tras la salida de Jeremy Spencer.
Entre 1970 y 1973 colaboró como artista invitado en varias producciones de distinguidos artistas de rock, blues y blues rock como Toe Fat, Jeremy Spencer, B.B. King, Country Joe McDonald, Brunning Sunflower Blues Band, The Gass, Dave Kelly y Richard Kerr. Incluso colaboró con su guitarra en la canción «Night Watch» del séptimo álbum de estudio de Fleetwood Mac, Penguin, pero no fue acreditado. Tras ello, desapareció de la escena musical durante varios años debido al avance de su enfermedad mental y al abusivo consumo de drogas. En la segunda mitad de los años 1970 se le diagnosticó esquizofrenia, por lo cual pasó gran parte de su tiempo en hospitales psiquiátricos sometido a terapias electroconvulsivas.
A principios de 1977 volvió a ser noticia en la prensa inglesa al ser arrestado por amenazar con un rifle a su contador y mánager de Fleetwood Mac, Clifford Davis. El confuso incidente ocurrió después de que Davis le fuese a entregar personalmente un cheque estimado en 30 000 libras esterlinas, por concepto de derechos de autor y otras regalías relacionadas con su antigua banda. Según la versión entregada por la policía, Green amenazó con un rifle a Davis para que se alejara de su casa y dejara de enviarle los cheques, sin embargo otros medios mencionaron que el arma nunca la tuvo en sus manos en esos momentos. Aun así, fue condenado a ingresar en el hospital psiquiátrico Horton de Londres y más tarde fue trasladado a la clínica mental The Priory. Cabe señalar que durante su largo tratamiento para poder controlar su esquizofrenia, se casó con Jane Samuels en enero de 1978 y al poco tiempo nació su hija Rosebud-Samuels Greenbaum, pero por desgracia, su matrimonio no duró mucho.

### El renacimiento profesional y su segundo retiro de la música
En 1979, y tras cumplir con su ingreso hospitalario impuesto judicialmente, se enfocó en relanzar su carrera profesional después de ocho años de silencio discográfico. Con la ayuda de su hermano Michael firmó con el sello PVK, propiedad del productor Peter Vernon-Kell, quienes le consiguieron músicos de sesión para grabar su segundo álbum In the Skies, como su amigo Peter Bardens y Snowy White. Según se supo después, ese mismo año participó como artista invitado no acreditado en la canción «Brown Eyes» del disco Tusk de Fleetwood Mac.
Durante la primera parte de los años 1980 publicó tres álbumes de estudio y un recopilatorio, que lograron una crítica regular. A su vez, siguió participando como músico invitado para algunas producciones de otros artistas como en el disco solista de Mick Fleetwood, The Visitor. En 1983 y junto con Vincent Crane, Ray Dorset y Len Surtees fundó la banda de blues rock Katmandu, cuyo único álbum A Case for the Blues salió a la venta en 1984. En ese mismo año dio término a la banda y se retiró de la música por segunda vez, para vivir como ermitaño durante los siguientes seis años en una pequeña casa en Richmond, donde luchó en soledad contra su esquizofrenia.

### La rehabilitación y la banda Peter Green Splinter Group

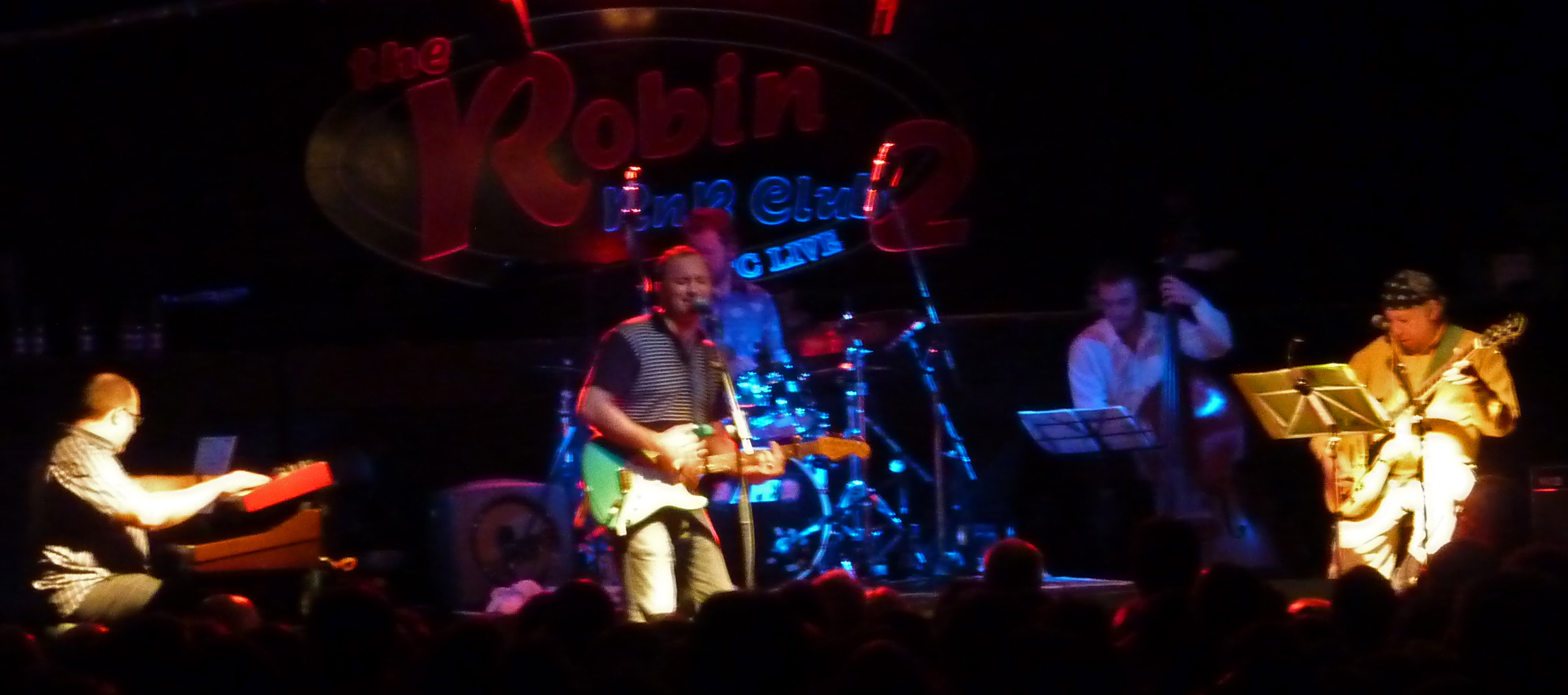
En vivo en 2009, durante la gira Peter Green and Friends.

En 1991 su hermano Len y su esposa Gloria lo sacaron de su solitaria vida y lo trasladaron a la casa de su madre en Great Yarmouth, donde comenzó un largo proceso de recuperación. Por aquel tiempo, tanto su familia como sus amigos entregaron varios informes de su caso a la Oficina de Tutela Pública del estado inglés, un organismo creado para salvaguardar la salud y los intereses financieros de los enfermos mentales, quienes aceptaron la solicitud.
En 1995 y con la ayuda de su amigo y guitarrista Nigel Watson fundó la banda Peter Green Splinter Group, que en sus casi diez años de existencia tuvo varios músicos invitados como por ejemplo Neil Murray y Cozy Powell. Entre 1997 y 2003 lograron una destacada carrera con siete álbumes de estudio y uno en directo, y cuyas presentaciones bordearon los 1000 conciertos en total. Sin embargo, la banda acabó abruptamente en 2004 cuando Green canceló una gira y la grabación de un nuevo disco para establecerse en Suecia. La separación de la banda generó varias discusiones entre los músicos y la familia de Green, ya que los primeros afirmaron que la Oficina de Tutela Pública había tomado tantas atribuciones en su vida privada que fueron los culpables directos de su salida. Por su parte, la familia Green se defendió afirmando que la decisión fue exclusiva de Peter, debido a que estaba infeliz y estresado con su vida profesional.

### Apariciones esporádicas
A los meses después de su viaje a Suecia fue invitado a participar del proyecto The British Blues All Stars, que reunió a varios músicos del blues con la idea de iniciar una gira en 2005. A pesar de poseer varias fechas confirmadas por el Reino Unido, la gira se canceló después de la muerte del saxofonista Dick Heckstall-Smith en diciembre de 2004. Años más tarde la gira se retomó y se grabó el disco en vivo Live at the Notodden Blues Festival en 2007, donde compartió con los músicos Kim Simmonds, Tom McGuinness, Long John Baldry, Gary Fletcher, Bob Hall, Colin Eric Allen y Steve Beighton. En febrero de 2009 anunció su nueva gira llamada Peter Green and Friends, donde tocó varios éxitos de Fleetwood Mac, Peter Green Splinter Group y de su carrera como solista. El tour contempló presentaciones por Europa y Australia hasta mediados de 2010, siendo su última aparición pública como músico.

### Fallecimiento
Peter Green murió el 25 de julio de 2020, en cuyo comunicado la familia expresó: «Es con pesar que la familia de Peter Green anuncia su muerte este fin de semana, pacíficamente mientras dormía», señalando además que en los próximos días habrá otra declaración.

## Influencias y legado
A lo largo de su carrera y en varias entrevistas ha citado a varios guitarristas del blues y del rock como sus grandes influencias, aunque siempre ha mencionado que Hank Marvin de The Shadows, Muddy Waters, B.B. King y las antiguas canciones judías han sido las principales. Por su parte, él también ha sido nombrado como influencia directa de otros tantos guitarristas ya sea de blues rock, hard rock o heavy metal como Joe Perry, Steve Hackett, Andy Powell, Gary Moore, Bernie Marsden, Dave Edmunds y Rich Robinson, entre tantos otros.
Peter Green es considerado como uno de los guitarristas más importantes del blues británico ya que creó un estilo único y diferente a otros músicos, y cuyo sonido nació después de que invirtiera un imán de la pastilla del mástil de su guitarra. De igual manera y de acuerdo a la crítica, su marcado vibrato y su economía de estilo lo posiciona como uno de los guitarristas más creativos y originales que ha dado Inglaterra. Incluso el fallecido B.B. King alguna vez mencionó: «Él tiene el tono más dulce que he oído, fue el único que de verdad me hizo sudar». Por otro lado, sus canciones han sido versionadas por otros artistas en diferentes géneros musicales como por ejemplo
Santana, Judas Priest, Tom Petty, Aerosmith, Status Quo, The Black Crowes y Midge Ure. Adicional a ello el fallecido guitarrista Gary Moore, que como dato compró la Gibson Les Paul de 1959 usada personalmente por Green a principios de su carrera, le dedicó el álbum tributo Blues for Greeny en 1995.

## Discografía
| - 1968: Fleetwood Mac - 1968: Mr. Wonderful - 1969: Then Play On - 1973: Penguin (guitarra en «Night Watch», no acreditado) - 1979: Tusk (guitarra en «Brown Eyes», no acreditado) Álbumes de estudio - 1970: The End of the Game - 1979: In the Skies - 1980: Little Dreamer - 1981: Whatcha Gonna Do? - 1982: White Sky Álbumes recopilatorios - 1983: Kolors | Álbumes de estudio - 1997: Peter Green Splinter Group - 1998: The Robert Johnson Songbook - 1999: Destiny Road - 2000: Hot Foot Powder - 2001: Time Traders - 2001: Blues Don't Change - 2003: Reaching the Cold 100 Álbumes en vivo - 1999: Soho Session |

### Colaboraciones
| - 1967 - John Mayall & the Bluesbreakers: A Hard Road - 1967 - John Mayall & the Bluesbreakers: Crusade - 1967 - Eddie Boyd: Eddie Boyd and His Blues Band Featuring Peter Green - 1968 - Eddie Boyd: 7936 South Rhodes - 1968 - John Mayall: Blues from Laurel Canyon - 1968 - Gordon Smith: Long Overdue - 1968 - Duster Bennett: Smiling Like I'm Happy - 1969 - Otis Spann: The Biggest Thing Since Colossus - 1969 - Bob Brunning Sunflower Blues Band: Trackside Blues - 1969 - Clifford Davis: «Come On Down and Follow Me» (sencillo) - 1969 - Duster Bennett: Bright Lights - 1970 - Duster Bennett: 12 Dbs - 1970 - Bob Brunning Sunflower Blues Band: I Wish You Would - 1970 - Clifford Davis: «Man of the World» (sencillo) - 1970 - Gass: Juju - 1970 - Jeremy Spencer: Jeremy Spencer | - 1970 - Peter Bardens: The Answer - 1971 - Memphis Slim: Blue Memphis - 1971 - B.B. King: B.B. King in London - 1971 - Dave Kelly: Dave Kelly - 1971 - Country Joe McDonald: Hold On It's Coming - 1971 - Toe Fat: 2 - 1973 - Richard Kerr: From Now Until Then - 1980 - Duffo: The Disappearing Boy - 1981 - Mick Fleetwood: The Visitor - 1981 - Brian Knight: A Dark Horse - 1984 - Katmandu: A Case for the Blues - 1997 - SAS Band: SAS Band - 2001 - Dick Heckstall-Smith: Blues And Beyond - 2002 - Chris Coco: Next Wave - 2003 - Peter Gabriel: Up |